# رولاند ذاكستر
رولاند ذاكستر (بالإنجليزية: Roland Thaxter)‏ (28 أغسطس 1858 - 22 أبريل 1932 ) اختصاصي فطريات أمريكي .

## روابط خارجية
- Biographical memoir by G.P. Clinton
- Biography